# 宗義質
宗 義質（そう よしかた/よしただ）は、対馬国府中藩13代藩主。

## 生涯
寛政12年（1800年）7月3日、第12代藩主・宗義功（富寿）の次男として生まれる。初めは父の1字を取って功茂（かつしげ）と名乗っていた。兄が早世したために世子となり、文化8年（1811年）から病気の父・義功に代わって政務を代行した。文化9年（1812年）10月2日、父の隠居で家督を継いで第13代藩主となる。この時、名を義質に改名。12月に従四位下・侍従・対馬守に叙位・任官される。
しかし、朝鮮貿易の収入の減少、文政6年（1823年）や天保2年（1831年）の府中大火などにより藩財政はさらに悪化した。また、家臣団も若年の藩主の下で主導権をめぐって争うなど、派閥抗争が続いて混乱した。天保8年（1837年）12月、歴代藩主の中でも異例の左近衛少将に昇任するが、天保9年（1838年）8月9日に江戸で死去した。享年39。跡を長男・義章が継いだ。
死後、家老の杉村功如（かつゆき）によって義質の遺言が偽造され、政争が起きるなどしている。

## 系譜
- 父：宗義功（1773-1813）
- 母：村上新介の娘
- 正室：喜久、寛寿院 - 前田利謙の娘
  - 長男：宗義章（1818-1842）
- 側室：玄 - 多田文蔵の娘
  - 次男：宗義和（1818-1890） - 暢孫質直、樋口暢英?、宗義章の養子
- 側室：内野武左衛門の娘
- 側室：津江三五の娘
- 生母不明の子女
  - 女子：樋口鉄四郎室
  - 三男：島雄益城
  - 四男：樋口和理

## 偏諱を与えた人物
- 暢孫質直（ながつぐ かたなお/ただなお、実弟）